# Artabotrys uniflorus
Artabotrys uniflorus là loài thực vật có hoa thuộc họ Na. Loài này được (Griff.) Craib mô tả khoa học đầu tiên năm 1915.